# Максимилиан Улрих фон Кауниц
Максимилиан Улрих фон Кауниц (на немски: Maximilian Ulrich Graf von Kaunitz; на чешки: Maxmilián Oldřich z Kounic; * 27 март 1679, Виена; † 10 септември 1746 в Брун/Бърно, Моравия) е австрийски граф от бохемския род Кауниц, императорски съветник, дипломат и политик, ландес-хауптман на Моравия (1720 – 1746).

## Живот
Той е син на имперския канцлер граф Доминик Андреас I фон Кауниц (1654 – 1705) и съпругата му графиня Мария Елеонора Йозефа фон Щернберг, фрайин фон Холицки (1656 – 1706), дъщеря на граф Олдрих Адолф Вратислав фон Щернберг († 1703) и графиня Анна Луция Славата з Члуму а Косумберка (1637 – 1703).
Максимилиан Улрих участва през 1724 г. като императорски пратеник в конклава за избора на папата Бенедикт XIII. През 1744 г. той става рицар на австрийския орден на Златното руно.
Синът му Венцел Антон фон Кауниц (1711 – 1794) става на 27 януари 1776 г. първият княз на Кауниц.

## Фамилия
Максимилиан Улрих фон Кауниц се жени на 6 август 1699 г. за графиня Мария Ернестина Франциска, графиня фон Ритберг (* 1 август 1686, Ритберг; † 1януари 1758, Брун), дъщеря наследничка на граф Фердинанд Максимилиан от Източна Фризия и Ритберг (1653 – 1687) и графиня Йоханета Елизабет Франциска фон Мандершайд-Бланкенхайм (1663 – 1704). Те имат 11 деца:
- Мария Йозефа Агнес фон Кауниц (* 18 май 1706; † 7 май 1726)
- Мария Антония фон Кауниц (* 15 юни 1708; † 12 януари 1778), омъжена на 14 април 1738 г. за граф Йохан Адам фон Квестенберг († 10 май 1752)
- Йохан Доминик Йозеф фон Кауниц (* 23 февруари 1709; † 1751)
- Венцел Антон фон Кауниц (* 2 февруари 1711, Виена; † 27 юни 1794, Виена), първи княз на Кауниц, австрийски външен министър и канцлер, женен на 6 май 1736 г. за Мария-Ернестина фон Щархемберг (* 10 октомври 1717, Виена; † 6 септември 1749)
- Максимилиан Йозеф фон Кауниц (* 20 февруари 1712; † 18 юли 1731)
- Франц Тадаус фон Кауниц (* 10 октомври 1714; † 1722)
- Карл Йозеф фон Кауниц (* 26 декември 1715; † 31 март 1737, Рим), домхер в епископства
- Емануел Йозеф фон Кауниц (* 9 септември 1717; † 10 май 1727)
- Лудвиг Йозеф фон Кауниц (* 4 септември 1720; † 12 март 1745)
- Мария Ернестина Франциска фон Кауниц-Ритберг (* 8 април 1723, Виена; † 7 май 1776), омъжена на 2 декември 1742 г. в Брно/Брюн за граф Рудолф Йозеф Йохим Янош Палфи аб Ердьод (* 4 март 1719, Виена; † 1 април 1768, Пресбург)
- Йохан Йозеф фон Кауниц (* 21 юни 1726; † 10 март 1743)